# 沃托加鎮區 (北卡羅萊納州沃托加縣)
沃托加鎮區（英語：Watauga Township）是位於美國北卡羅萊納州沃托加縣的一個鎮區。

## 地方資料
沃托加鎮區的面積為84.43平方千米，皆為陸地。根據2020年美國人口普查的數據，當地共有人口5643人，而人口密度為每平方千米66.84人。